# Хунгенрот
Хунгенрот (нем. Hungenroth) — община в Германии, в земле Рейнланд-Пфальц. 
Входит в состав района Рейн-Хунсрюк. Подчиняется управлению Эммельсхаузен.  Население составляет 228 человек (на 31 декабря 2010 года). Занимает площадь 6,00 км².